# Emanuele Cutinelli Rendina
Emanuele Cutinelli Rendina (Napoli, 24 novembre 1860 – Roma, 17 settembre 1925) è stato un ammiraglio italiano.
Prese parte alla Guerra italo-turca come sottocapo di Stato Maggiore, e quindi, con diverse responsabilità, alla prima guerra mondiale, fino a essere nominato, dal febbraio al giugno 1917, Comandante in Capo interinale dell’Armata Navale.

## Biografia
Nacque a Napoli dal Marchese Mattia e da Angela Sarnelli. Dal fratello maggiore, senatore Gioacchino, morto senza discendenza, ereditò anche il titolo di Conte di Campomaggiore. Condivise l’infanzia in Napoli, nel palazzetto Vitale-Sarnelli in strada Cavone Sant'Efrem Nuovo con il cugino e coetaneo Armando Diaz. Dopo alcuni imbarchi come mozzo su navi commerciali, non ancora quattordicenne entrò nella Scuola di Marina di Napoli il 1º novembre 1874, ottenendo il brevetto di guardiamarina nel 1879, dopo essersi classificato tra i primi del suo corso. Una volta imbarcato si distinse subito per la sua indisciplina: nel 1883 ebbe tre giorni di arresti di rigore per non essersi recato al posto di manovra generale, nel 1886 si batté a duello con un sottotenente del Regio Esercito, prendendosi il massimo degli arresti di rigore. Nel 1888 ne ricevette altri per il modo sconveniente con cui fu da lui redatto il Giornale di Chiesuola, e infine, nel 1889, gli furono assegnati tre mesi di fortezza, scontati presso il Forte Belvedere a Firenze, per essere andato a pernottare a terra, essendo ufficiale d'ispezione sulla nave scuola cannonieri Città di Napoli. Nonostante ciò, gli ufficiali di grado superiore dimostrarono di apprezzare la sua perizia marinara, e lo stesso comandante che l'aveva spedito in fortezza scrisse sulle sue note caratteristiche: buon ufficiale, che promette ottima riuscita. Sveglio, attivo, rispettoso. Anche per lui, come per altri ufficiali, non mancarono le proposte di avanzamento a scelta, malgrado la nota riluttanza degli ammiragli verso un tale tipo di provvedimento.
Il primo comando effettivo fu l'avviso torpediniere Aquila, cui seguì quello del rimorchiatore Atlante. Nel 1896, ormai tenente di vascello, ricevette una decorazione prussiana, per atto rimasto sconosciuto.
Nel 1903 ebbe un altro incidente disciplinare, avendo preso a schiaffi il direttore del giornale La Palestra di Taranto, che aveva lanciato accuse, risultate in seguito false, contro di lui ed un altro ufficiale, come acclarato in sede di giudizio.
Ebbe poi il comando della vecchia corazzata Caio Duilio, in attesa di demolizione, e quindi dell'Urania, stazionante in Mar Rosso. In quest'area ebbe modo di distinguersi, tanto da reggere un qualche tempo il comando della Stazione Navale, cioè di tutte le navi dislocate nell'area. Al suo ritorno in patria assunse il comando della corazzata Emanuele Filiberto, e quindi della Regina Margherita. Al comando di tale nave si distinse nell'organizzazione dei soccorsi durante il terremoto di Messina, meritando l'ennesimo encomio.
Tuttavia, dopo alcuni mesi incorse in un nuovo incidente disciplinare. Andato a Venezia in incognito, dopo avere dichiarato di recarsi a Salsomaggiore per effettuare delle cure termali, autorizzò il comandante in seconda a salpare con la nave per le manovre estive, raggiungendola con una motobarca qualche giorno dopo, a Torre Gaveta, a nord di Napoli. Ricevette un severo rimprovero insieme alla valutazione che i suoi atti, nei rapporti disciplinari, non furono sempre informati alla dovuta ponderatezza. Il 12 agosto 1910 il nuovo incrociatore corazzato San Giorgio finì sulla Secca della Cavallara, davanti al villaggio di Marechiaro.
Gli fu affidato il comando dell'unità, che rimasta incagliata per quasi un mese, fu salvata grazie alla collaborazione fra lui ed il comandante Umberto Cagni, malgrado i due si detestassero. In virtù di questo fatto il Re Vittorio Emanuele III gli conferì motu proprio la Commenda dell'Ordine dei Santi Maurizio e Lazzaro.
Allo scoppio del guerra con la Turchia, appena promosso contrammiraglio, lasciò la Direzione dell'Arsenale di Venezia assumendo l'incarico di Sottocapo di Stato maggiore della Regia Marina a Roma. Stese i piani operativi per la dimostrazione davanti a Beirut della Squadra navale, che affondò le navi turche presenti nel porto, quelli dell'incursione nei Dardanelli e dell'occupazione di Rodi e del Dodecanneso. Per questo fu insignito del titolo di Grande Ufficiale dell'Ordine dei S.S. Maurizio e Lazzaro. 
Al termine del conflitto assunse il comando della Divisione Navale comprendente le nuove corazzate veloci della classe Vittorio Emanuele.
Allo scoppio della prima guerra mondiale, in qualità di viceammiraglio, ricevette la responsabilità delle operazioni nella zona del Basso Adriatico, come comandante della 2ª Squadra da battaglia disloccata a Taranto. Durante tale incarico partecipò all'evacuazione dall'Albania del governo e dell'esercito serbo, circa 250.000 uomini tra militari e civili, prelevandoli da Durazzo e San Giovanni di Medua, e trasportandoli in salvo in Italia, malgrado la violenta reazione della forze aeronavali austriache.
La direzione delle operazioni venne assunta direttamente dal comandante della flotta, ammiraglio Luigi-Amedeo di Savoia, Duca degli Abruzzi, coadiuvato da Cutinelli Rendina, e a Valona dal contrammiraglio Guglielmo Capomazza. In considerazione dei servizi resi il Re Pietro I di Serbia mandò a Cutinelli-Rendina, tramite l'ambasciatore serbo in Italia, un sentito telegramma di ringraziamento.
Dal 7 luglio 1915 Cutinelli-Rendina assunse il Comando in capo del Dipartimento e della Piazza Marittima di Venezia, che tenne fino al 16 ottobre. Durante questo periodo si colloca la massima parte del suo rapporto e della sua corrispondenza con Gabriele d’Annunzio (tra le prime pubblicate dopo la morte del poeta). Con Cutinelli-Rendina d’Annunzio pianificò il primo volo su Trieste e a lui sottopose il testo del messaggio da lanciare sulla città (varie fasi di quest’azione e della sua preparazione si leggono trasfigurate nel Notturno, e già prima nei Taccuni dannunziani, dove sono diversi cenni ai suoi rapporti con «il gran pirata Cutinelli»). In effetti, il 21 luglio 1915 Gabriele d'Annunzio, appena giunto a Venezia in attesa di poter prendere parte ad azioni belliche contro gli austriaci, tenne un discorso ai marinai scampati all'affondamento dell'incrociatore corazzato Amalfi. In quei giorni si recò in visita ai reparti di aviazione stazionanti al forte Sant'Andrea, dove per bocca del tenente Giuseppe Miraglia seppe che si stava preparando un volo su Trieste. Chiese subito a Cutinelli-Rendina, con una lettera del 30 luglio 1915, di partecipare all'azione; e inviò quindi il suo testamento al direttore del Corriere della Sera, Luigi Albertini. L'effettuazione dell'operazione subì dei ritardi per alcune noie al motore del velivolo, ma la notizia della partecipazione del Poeta aveva indotto la Tribuna a dare per effettuata tale missione. Egli decise allora di vietare a D'Annunzio le imprese pericolose ritenendo la sua vita troppo preziosa e anche poco prudente il diffondere notizie sulle azioni di guerra. D'Annunzio si dichiarò Addolorato, stupito e offeso, e scrisse una lettera di protesta al presidente del consiglio Antonio Salandra. Il divieto a partecipare alle missioni fu tolto e il 7 agosto D'Annunzio effettuò il volò sopra Trieste a bordo dell'aereo pilotato da Miraglia. Il velivolo fu preso di mira della contraerea nemica che colpì il velivolo in parti non vitali ma prossime al posto di osservatore occupato da D'Annunzio. Sulla città irredenta il Poeta lanciò dei sacchetti con un messaggio per gli abitanti.
Nominato Vice Ammiraglio il 1º agosto 1915, Cutinelli-Rendina ebbe il Comando in capo della II Armata Navale, che tenne fino al 26 maggio 1916. Quindi, quello stesso 26 maggio 1916 fu nominato Comandante in capo della I Squadra, comando che tenne fino al 4 febbraio del 1917. Il 2 agosto 1916 la nave da battaglia Leonardo da Vinci affondò nella rada di Taranto, causando la morte di numerosi marinai, tra cui il suo comandante, il capitano di vascello Galeazzo Sommi Picenardi. Si sospettò in un primo tempo un atto di sabotaggio, il che avrebbe implicato una responsabilità di Cutinelli-Rendina, ma l'inchiesta concluse per l'esplosione accidentale. Il 29 dicembre 1916 Cutinelli-Rendina fu insignito del grado di Commendatore dell'Ordine della Corona d'Italia., e nel febbraio 1917 succedette a Luigi-Amedeo di Savoia, Duca degli Abruzzi, nel Comando dell’Armata Navale italiana, responsabilità che tenne interinalmente fino al 23 giugno dello stesso anno.
Collocato in posizione ausilliaria il 1º aprile 1918, Cutinelli-Rendina fu quindi richiamato in servizio attivo il 1º luglio dello stesso anno come Regio Commissario del Porto di Napoli, rimanendo in tale carica fino al 16 dicembre 1919.
Ritiratosi definitivamente a vita privata, prima a Napoli e poi a Roma, dove si spense il 17 settembre 1925. Un anno prima della morte, gli arrivò la promozione al rango di Viceammiraglio d'Armata, con un breve richiamo in servizio.

### Annotazioni
1. ↑  Il duello prevedeva come arma la sciabola.
2. ↑  Uno di essi scrisse: sa farsi molto benvolere dai suoi inferiori mantenendo bene la disciplina ed ottenendo che lavorino di buon animo.
3. ↑  Per riuscire a prenderlo in flagrante detto ufficiale si era alzato prestissimo, per imbarcarsi alle cinque di mattina.
4. ↑  Sulle sue note personali venne scritto: ottimo ufficiale, manovra la sua nave molto bene; non manca di notevole ardimento. È dotato di molto sangue freddo.
5. ↑  La causa di ciò era dovuta a dei disordini provocati dagli operai dell'Arsenale un anno prima, durante i quali il comandante Cutinelli era andato a sedare gli animi, volendo evitare l'intervento delle forze dell'ordine, prendendosi anche dei colpi dei corpi contundenti come scritto sul rapporto degli incidenti. Il resoconto fatto dal giornale presentava i fatti sotto tutt'altra luce.
6. ↑  Scrisse di lui nelle sue memorie il futuro ammiraglio Vittorio Tur: "sapeva portare con abilità la nave, farsi benvolere dai suoi inferiori. Grande giocatore, intelligente, simpatico con coloro che gli andavano a genio, marinaio, fece ottima figura".
7. ↑  La nave stava effettuando le prove di macchina, e passò troppo rasente alla boa, in seguito risultata fuori posizione, andando conseguentemente sugli scogli.
8. ↑  Composta dalle corazzate Regina Elena (nave ammiraglia, capitano di vascello De Mortola),  Napoli (c.v. Salazar), Roma (c.v. Paladini), Vittorio Emanuele (c.v. De Grossi).

### Fonti
1. ↑  Tur 1992, p. 119.
2. ↑  Gazzetta Ufficiale del Regno d'Italia Roma, 11 maggio 1913.
3. ↑  Tur 1992, p. 240.
4. ↑  Silvio Bertoldi, Corriere della Sera del 27 luglio 1995, pag. 23.
5. ↑  La Bolina 1941, p. 86 , Signor Conte, l’evacuazione dei rifugiati serbi dall’Albania essendo compiuta, mi fò debito di manifestare a Vostra Eccellenza i più sinceri ringraziamenti del Governo del mio Re per il concorso premuroso ed efficace, come anche per quello degli ufficiali vostri dipendenti e delle altre autorità navali di Brindisi, mercé le quali il recupero ha potuto aver luogo in modo tanto rapido e soddisfacente. Vogliate gradire, Eccellenza, l’assicurazione della mia considerazione più alta.
6. 1 2 3  Ludovico 1980, p. 10.
7. 1 2 3 4  Ludovico 1980, p. 11.
8. ↑  Gazzetta Ufficiale del Regno d'Italia n.176, Roma 25 luglio 1914.
9. ↑  Sito web del Quirinale: dettaglio decorato.